# .sc

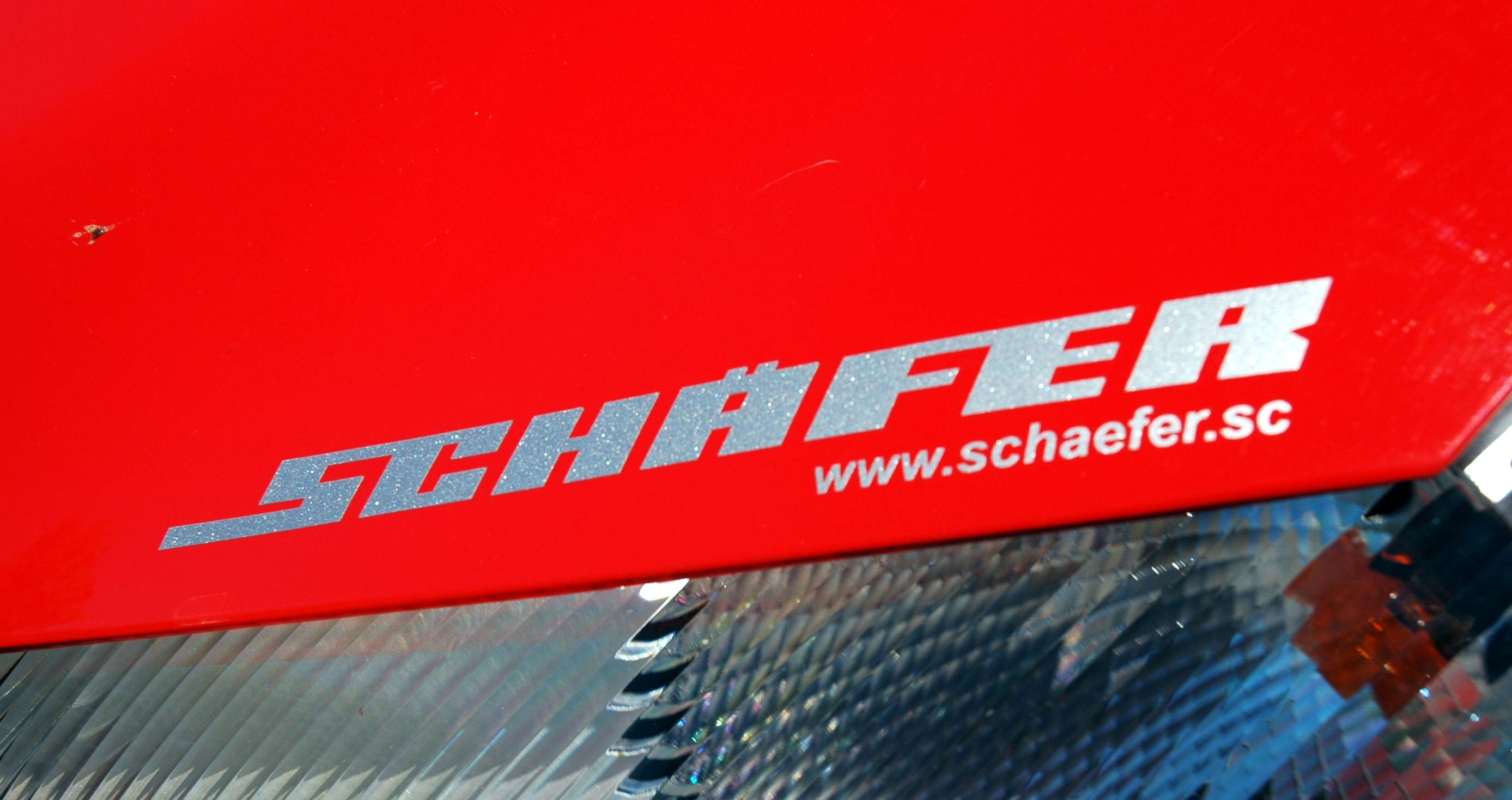
nazwa strony internetowej niemieckiej firmy Schäfer Fahrzeugbau z domeną .sc

.sc – domena internetowa przypisana do Seszeli, wykorzystywana jednak także m.in. dla stron o tematyce naukowej.